# Franciszek Yi Bo-hyeon
Franciszek Yi Bo-hyeon (kor. 이보현 프란치스코; ur. 1773 w Hwangmosil, Deoksan w ówczesnej prowincji Chungcheong w Korei; zm. 9 stycznia 1800 w Haemi w Korei) – koreański męczennik, błogosławiony Kościoła katolickiego.

## Życiorys
Franciszek Yi Bo-hyeon urodził się w 1773 roku w Hwangmosil, Deoksan w ówczesnej prowincji Chungcheong w Korei. W młodym wieku stracił ojca. W wieku 20 lat pod kierownictwem Tomasza Hwang Sim (który w późniejszym czasie poślubił siostrę Franciszka Yi) zapoznał się z katechizmem i przyjął wiarę katolicką.
Zgodnie z życzeniem matki, lecz wbrew własnej woli, ożenił się. W celu swobodniejszego praktykowania swojej wiary, przeprowadził się, razem z Tomaszem Hwang Sim, do Yeonsan. W 1795 roku gościł w swoim domu chińskiego misjonarza Jakuba Zhou Wenmo.
Władze koreańskie nie były przychylne chrześcijaństwu i co pewien czas wybuchały prześladowania. Franciszek Yi Bo-hyeon został aresztowany z powodu wyznawanej wiary. Sędzia Yeonsan chciał, żeby wyrzekł się wiary oraz podał miejsca pobytu innych katolików. W związku z odmową kazał bić Franciszka Yi Bo-hyeon, a następnie osadził go we więzieniu. Wielokrotnie torturami próbowano bezskutecznie zmusić go do porzucenia wiary. W końcu, zniecierpliwiony jego postawą, gubernator Chungcheong nakazał bić go aż do śmierci. Franciszek Yi Bo-hyeon poniósł śmierć męczeńską 9 stycznia 1800 roku.
Franciszek Yi Bo-hyeon został beatyfikowany przez papieża Franciszka 16 sierpnia 2014 roku w grupie 124 męczenników koreańskich.
Wspominany jest 31 maja z grupą 124 męczenników koreańskich.